# Pointe des rochers
La pointe des rochers est un cap de Guadeloupe.

## Notes et références

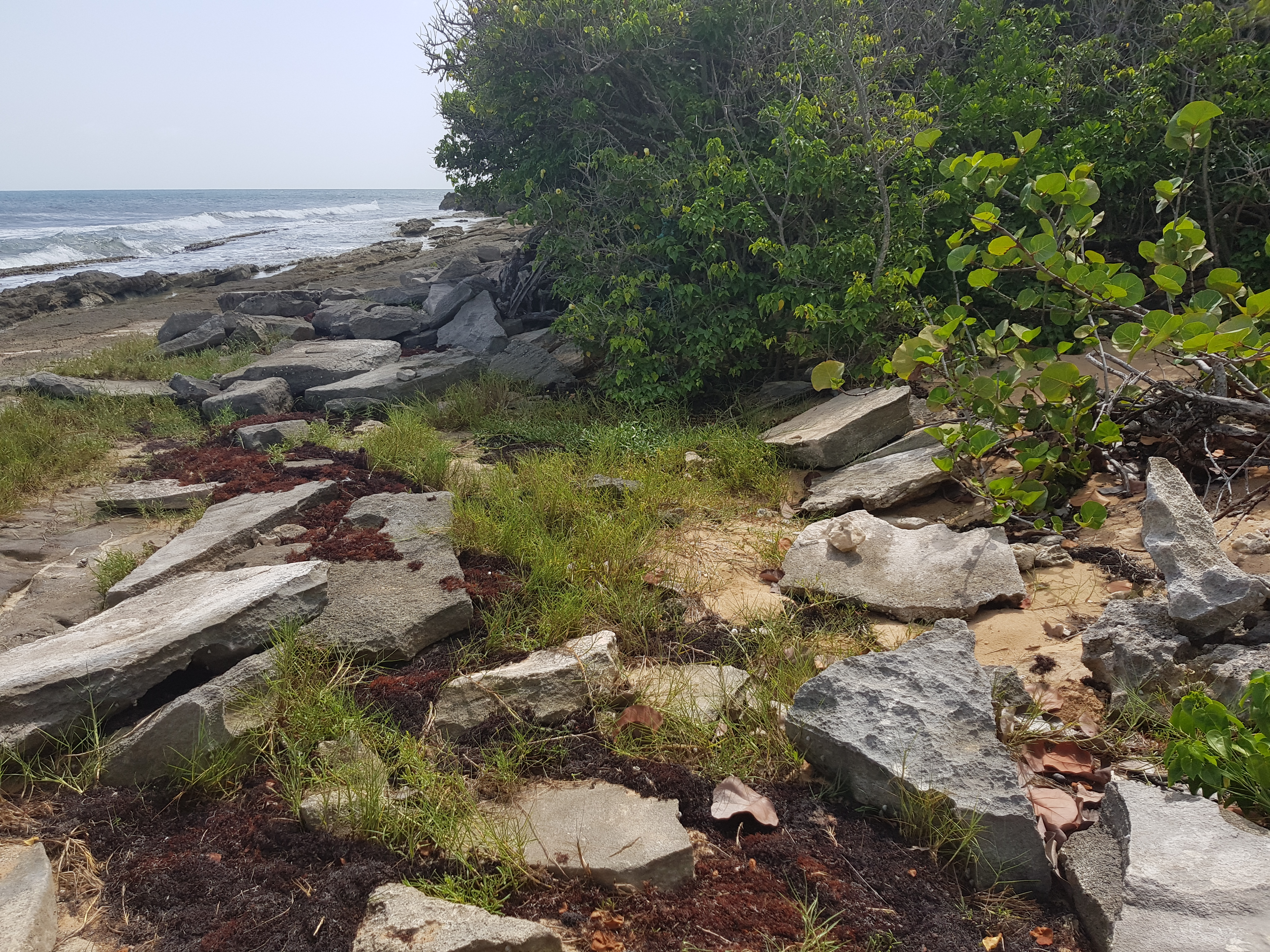
Anse des rochers
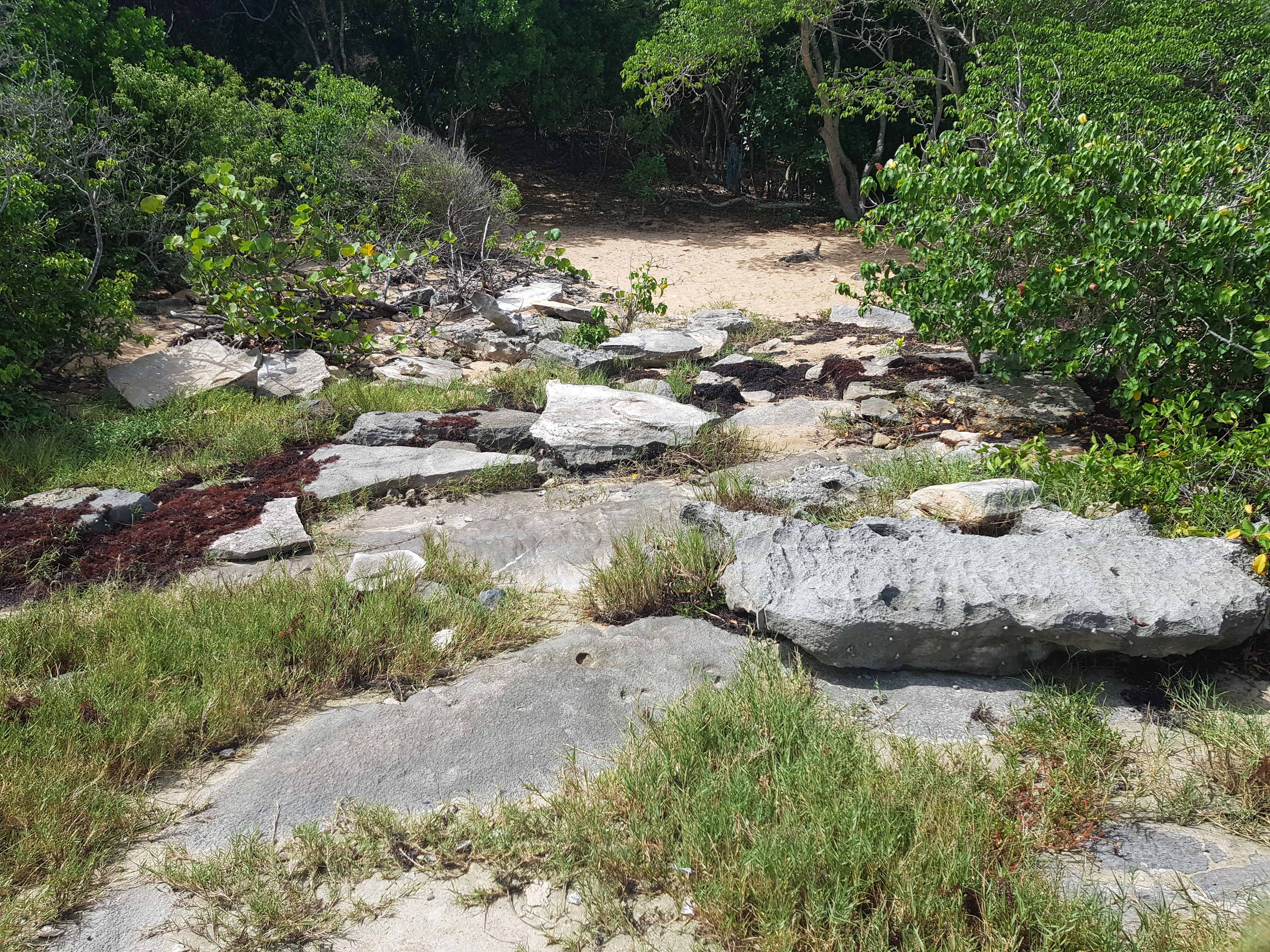
Anse des rochers
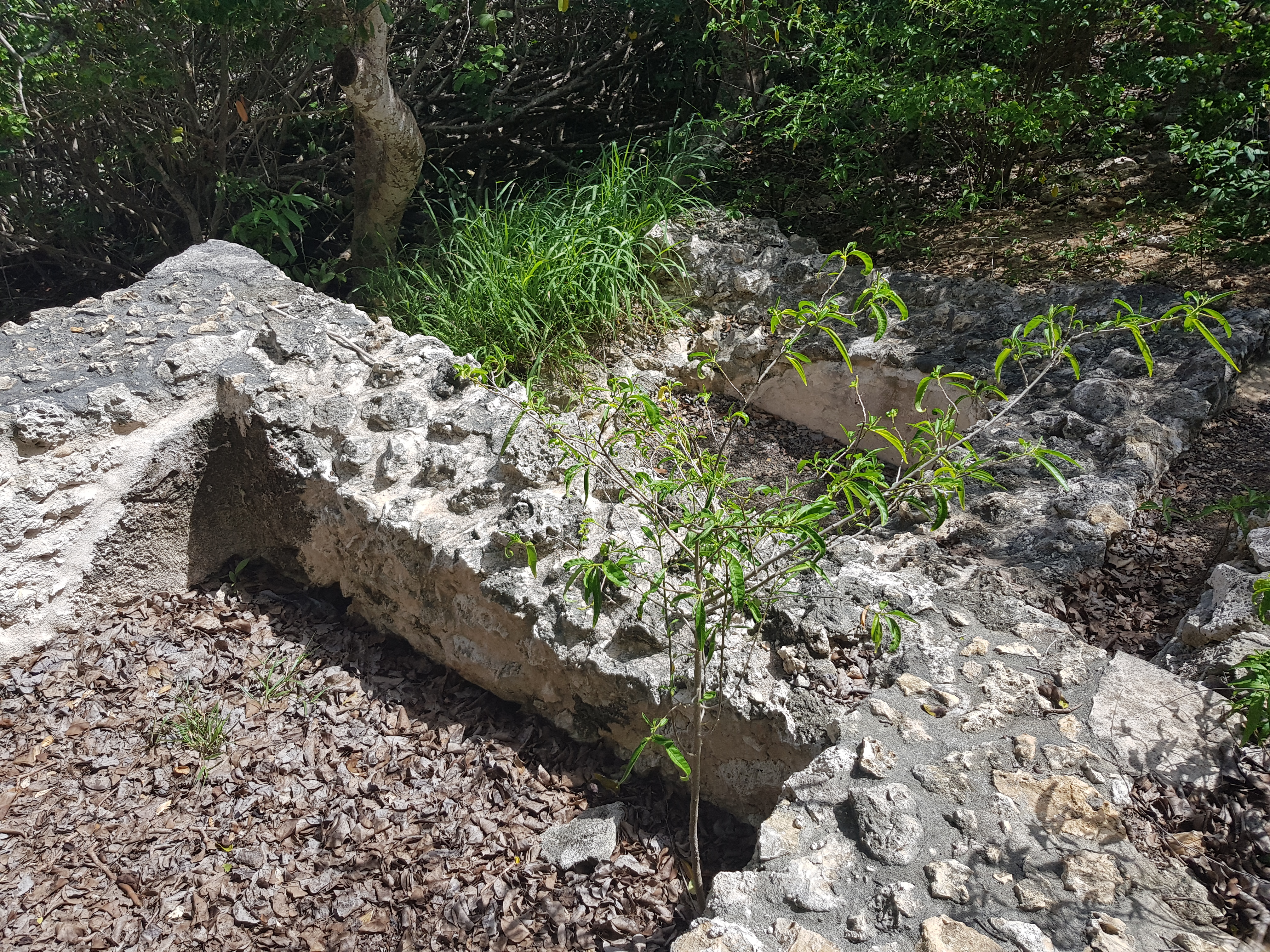
Indigoterie de l'Anse des Rochers

## Géographie
Elle se situe à l'anse des rochers, à l'est de l'Indigoterie de l'Anse des Rochers et à l'ouest de Saint-François.